# Luo Yutong
Luo Yutong (China, 6 de octubre de 1981) es un clavadista o saltador de trampolín chino especializado en trampolín de 1 metro, donde consiguió ser campeón mundial en 2007.

## Carrera deportiva
En el Campeonato Mundial de Natación de 2007 celebrado en Melbourne (Australia) ganó la medalla de oro en el trampolín de 1 metro, con una puntuación de 477 puntos, por delante de su compatriota He Chong (plata con 469 puntos) y el italiano Christopher Sacchin (bronce con 441 puntos); cuatro años después, en el Campeonato Mundial de Natación de 2011 celebrado en Shanghái ganó la medalla de oro en los saltos sincronizados desde el trampolín de 3 metros.
Y en los Juegos Olímpicos de Londres 2012 también ganó la medalla de oro en los saltos sincronizados desde el trampolín de 3 metros.